# Мнемозина
Мнемозина или Мнемосина (на старогръцки: Μνημοσύνη, Mnemosyne) в древногръцката митология е богинята на паметта (на латински: memoria) и също река в задгробния свят. Тя е една от титанидите, дъщеря на Уран и Гея.

## Деца от Зевс
Мнемозина ражда на Зевс девет дъщери – музите:
- Евтерпа
- Ерато
- Калиопа
- Клио
- Мелпомена
- Полихимния
- Талия
- Терпсихора
- Урания